# 金の山に誘惑される聖アントニウス
『金の山に誘惑される聖アントニウス』（きんのやまにゆうわくされるせいアントニウス、伊: Sant'Antonio tentato da un mucchio d'oro、英: Saint Anthony Abbot Tempted by a Heap of Gold） は、シエナ派の画家サセッタの教え子であったとして知られる15世紀の画家オッセルヴァンツァ聖堂の画家による絵画である。1435年頃に板上にテンペラと金で制作された作品で、聖アントニウスの生涯を表す8点からなる祭壇画のうちの1点である。 本作はウィーンのレオン・ウルソフ （Léon Ouroussoff）皇太子の所有でったが、1924年にアメリカの銀行家フィリップ・レーマンにより購入された。 現在、ニューヨークのメトロポリタン美術館のロバート・レーマン コレクションに所蔵されている。 
謎のあるオッセルヴァンツァ聖堂の画家は、様式的な類似性からシエナ派のサセッタとも若い時代のサーノ・ディ・ピエトロともみなされてきた。また、本作が由来する祭壇画を含めオッセルヴァンツァ聖堂の画家に帰属される作品は、工房の画家たちによる共作であったこと可能性もある。

## 祭壇画
祭壇画に由来する本作を含む8点の作品は、中央にあった絵画か彫刻の聖アントニウス像を取り囲む形で、おそらく縦に配列されていた。本作は6番目の作品である。連作のほかの作品は、『ミサの聖アントニウス』 (ベルリン絵画館) 、『富を分け与える聖アントニウス』、『年老いた隠者に祝福される聖アントニウス』(ともにワシントン・ナショナル・ギャラリー) 、『女性の姿をした悪魔に誘惑される聖アントニウス』、『悪魔に打ちのめされる聖アントニウス』 (ともにエール大学美術館、ニューヘヴン) 、『聖アントニウスの旅と隠者聖パウロとの邂逅』、『聖アントニウスの葬儀』 (ともにワシントン・ナショナル・ギャラリー) である。
これらの作品からなる祭壇画は、おそらくシエナのマルティノッツィ (Martinozzi) 家 (この家の紋章が8点のうちの1点に見出される) の人のために、シエナかマルケ地方 (この家族の分家がいた) にあったアウグスティヌス会派の教会用に委嘱された。

## 作品
聖アントニウスは3世紀の人物で、しばらくの間、エジプトの荒野で放浪する隠者として暮らした。彼は、しばしば下劣な生物に取り囲まれた姿で描かれ、それらの生物は集まって、女性や金品など様々に姿を変えた悪魔を差し出し、彼を罪へと誘い込もうとする。
本作は、聖アントニウスが生涯の最後の数十年を過ごした、紅海付近の荒涼とした山岳地帯を髣髴とさせる風景に非常に写実的な詳細を描くことを好んだ画家の特徴が現れている。集まっている動物たちは、聖アントニウスを世俗的な現世の富を象徴する金の入った壺で誘惑しようとしている。不明の時期に、画面下部左側にいるウサギの傍に描かれていたその壺は塗りつぶされ、後ずさりする聖人の仕草の理由が失われることとなった。
15世紀のイタリアの絵画に典型的に、画中の人物は画面全体に比して小さい。さらに人物の重要性は前景に近い位置により示される。本作は現在人の目には比較的平板にみえる。草原の奥行きは小道によって示されており、その小道は前景にいる聖人を過ぎて右折し、より高く遠い背景へと続いている。